# Председателство на Социалистическа република Македония
Председателството на Социалистическа република Македония (на македонска литературна норма: Претседателство на Социјалистичка република Македониjа) е колективен държавен орган в Социалистическа република Македония. По своите функции е подобен на Президиума на Народното събрание на Народна република България.
Създаден е през 1974 г. с новата конституция на СРМ. Състои се от 8 члена начело с председател. Председателят на Председателството по право е и председател на Централния комитет на Македонската комунистическа партия. От 1978 г. председателите на председателството се избират за период от 1 година от редовете на членовете на председателството.

## Правомощия
Правомощията на председателството са уредени в глава XI, членове 375-387 от конституцията на Социалистическа република Македония от 1974 г. Сред правомощията на председателството са:
- Обсъжда въпроси от общо значение за републиката, които са под юрисдикцията на Събранието на Социалистическа република Македония и внася в парламента предложения и инициативи за решаване на тези въпроси;
- разглежда въпроси във връзка със сътрудничеството с другите социалистически републики и със социалистическите автономни покрайнини и участва в него;
- Разглежда въпроси, които се отнасят до равноправността на народите и народностите и съгласуване на общите интереси на социалистическите републики и на социалистическите автономни покрайнини в органите на Федерацията, заема позиции по тези въпроси и дава предложения и инициативи за тяхното решаване;
- Изказва мнения пред Събранието по въпроси от обхвата на Събора на републиките и покрайнините в Събранието на Социалистическа Федеративна република Югославия по които Събранието на Социалистическа република Македония дава съгласие;
- Предлага кандидат за председател на Изпълнителния съвет, председател и съдии на Конституционния съд на Македония, предложение за избор на членови на Съвета на републиката и разглежда предложения за избор за назначаване и уволняване на функционерите, които ги назначава Събранието на Социалистическа Федеративна република Югославия;
- Председателството:
  - обявява закони с указ;
  - награждава с републикански ордени и отличия;
  - може да помилва осъдени съгласно закона;
  - изпълнява и други неща определени от тази конституция.

## Състав през 1974
Първото председателство е в следния състав:
- Видое Смилевски – председател
- Страхил Гигов
- Хиджет Рамадани
- Наджи Салих (до 1975)
- Люпчо Арсов
- Владо Малески
- Ксенте Богоев
- Мара Минанова
- Фируз Демир (от 1976)

## Състав през 1978
Съставът на председателството през 1978 г. е следния:
- Видое Смилевски – председател
- Любчо Арсов – председател от 1979
- Страхил Гигов
- Фируз Демир
- Мети Кърлиу
- Владо Малески
- Веселинка Малинска
- Асен Симитчиев

## Състав през 1982
Съставът на Председателството от 28 април 1982 г. е следния:
- Ангел Чемерски – председател
- Ванчо Апостолски
- Филип Брайковски
- Томе Буклевски
- Благоя Талески
- Благой Попов
- Фахри Кая
- Бошко Станковски

## Състав през 1986
Съставът на Председателството от 30 април 1986 г. е следния:
- Драголюб Ставрев – председател
- Лиляна Куцуловска
- Владимир Митков
- Матея Матевски
- Георги Михайловски
- Феми Муча
- Йездимир Богдански
- Фахри Кая

## Председатели на Председателството
- Видое Смилевски (8 май 1974 – 9 септември 1979)
- Люпчо Арсов (9 септември 1979 – 28 април 1982), временно изпълняващ длъжността до 30 септември
- Ангел Чемерски (28 април 1982 – 4 май 1983)
- Благоя Талески (4 май 1983 – 3 май 1984)
- Томе Буклески (3 май 1984 – 26 април 1985)
- Ванчо Апостолски (26 април 1985 – 28 април 1986)
- Матея Матевски (28 април – 30 април 1986), временно изпълняващ длъжността
- Драголюб Ставрев (30 април 1986 – 28 април 1988)
- Йездимир Богдански (28 април 1988 – 28 април 1990)
- Владимир Митков (28 април 1990 – 27 януари 1991)